# Cirzpisława
Cirzpisława – staropolskie imię żeńskie złożone z członów Cirzpi- ("cierpieć") i -sława ("sława"). Być może oznaczało "tę, która cierpliwie znosi sławę".
Brzmienie wyrazu "cirzpieć" (później "rz" w tym wyrazie stwardniało i przeszło w "r", wskutek czego obecnie brzmi on "cierpieć") jest efektem rozwinięcia się pierwotnego prasłowiańskiego twardego zgłoskotwórczego "r" w języku polskim doby przedpiśmiennej w iŕ, co następnie dało irz.  
Cirzpisława imieniny obchodzi 29 lipca.